# Kubu Simbelang
Kubu Simbelang is een bestuurslaag in het regentschap Karo van de provincie Noord-Sumatra, Indonesië. Kubu Simbelang telt 1445 inwoners (volkstelling 2010).